# Porcellio despaxi
Porcellio despaxi är en kräftdjursart som beskrevs av Albert Vandel1958. Porcellio despaxi ingår i släktet Porcellio och familjen Porcellionidae. Inga underarter finns listade i Catalogue of Life.